# Eburneana
Genre
Eburneana est un genre d'araignées aranéomorphes de la famille des Salticidae.

## Distribution
Les espèces de ce genre se rencontrent en Tanzanie, au Cameroun et en Côte d'Ivoire.

## Liste des espèces
Selon World Spider Catalog (version 18.0, 30/03/2017) :
- Eburneana magna Wesołowska & Szüts, 2001
- Eburneana scharffi Wesołowska & Szüts, 2001
- Eburneana wandae Szüts, 2003

## Publication originale
- Wesołowska & Szűts, 2001 : A new genus of ant-like jumping spider from Africa (Araneae: Salticidae). Annales Zoologici, Warszawa, vol. 51, no 4, p. 523-528.